# مسجد مریم زمانی بیگم
مسجد مریم زمانی بیگم (اردو: بیگم شاہی مسجد) یا مسجد بیگم شاهی مسجدی متعلق به دوره گورکانیان در اوایل قرن هفدهم است که در لاهور واقع شده‌است.
این مسجد در زمان جهانگیرشاه ساخته شده و مساجد بعدی پاکستان مانند مسجد وزیر خان را تحت تأثیر قرار داده‌است. گفته می‌شود جهانگیر این مسجد را به یاد مادر مریم زمانی، معروف به جودا بای ساخته‌است.